# Matazonellus eglisi
Matazonellus eglisi är en kräftdjursart som beskrevs av Juarrero de Varona och de Armas 1996. Matazonellus eglisi ingår i släktet Matazonellus och familjen Scleropactidae. Inga underarter finns listade i Catalogue of Life.